# Illustra
Illustra は、オブジェクト関係データベース管理システム (ORDBMS) Postgresの商用化バージョンであり、Illustra Information Technologies 社によって開発され販売された。

## Illustra
マイケル・ストーンブレーカーと Paula Hawthorn は、オブジェクト関係データベース管理システム (ORDBMS) であるPostgres を商業化するために、Illustra Information Technologies 社を創業した。
商業化した Postgres の製品名は、Illustra である。
Illustra は、関係データベースをオブジェクト指向の考え方に親和させるさまざまな機能を備えていた。
Illustra の技術の拡張可能性モデルは、DataBlade というモジュール群を中心としていた。
DataBlade モジュール群は、複数の型を定義し、それらの型に関連づけられたインデックスメソッド群、演算子群、複数の目的に応じた関数群、データの定義域を、定義しており、Illustraに導入することができた。
DataBlade モジュール群におけるこうした定義群が目的とするのは、ウェブ出版、テキストの検索および処理、地理空間的情報の管理、時系列データの管理、マルチメディアデータの処理などであった。
DataBlade のモジュール群を有効に活用することより、多くのプロジェクトでプログラミングにかかる時間を大きく改善できるようになった。
DataBlade は注目され、人気となり、即座に多くのプラットフォームに移植されていった。
1997年に Illustra Information Technologies 社は、オブジェクト関係データベース（ORD）に着目したInformix社に買収された。
Informix社は、Oracle社とSybase社とともに、三大データベース企業の一つであった。
Illustra で使われている技術は、Informix社が開発し販売していた関係データベース管理システム (RDBMS) である Informix 7 OnLine の製品系列に、導入された。
Illustra の技術は、最終的には Informix社によるオブジェクト関係データベース管理システム (ORDBMS) の新しい製品系列 Informix Universal Server (IUS) に統合された。
Informix Universal Server (IUS) は、その後に製品名称が Informix Dynamic Server (IDS) に変更された。
2001年にInformix社はIBM社に買収された。
Informix社の製品は現在、IBM社のDB2ブランドで開発と販売が続けられている。

## Postgres
マイケル・ストーンブレーカーは、自分が開発を主導した関係データベース管理システム (RDBMS) であるIngres の商業化事業を一段落させると、カリフォルニア大学バークレー校 (UCB) に戻り、同校で新たなプロジェクトを開始した。
プロジェクトの名称は Postgres と名づけられた。
このプロジェクト名称は、Ingres の後継を意味する Post-Ingres に由来している。
Postgresプロジェクトは、関係モデルを使ったこれまでの既存のデータベース管理システム (DBMS) の限界に対処することを目的として、開始された。
最も重要な課題は、これまでのDBMSではユーザが自分で新たな定義域 (ドメイン、型) を既存の単純な定義域をもとにして定義できない点であった。
Postgresでは型 (定義域) を完全にサポートするために必要な最小限の機能だけを導入した。
Postgres ではデータベースが関係を「理解」すると言われ、「規則」に従って自然な方法で関連する関係 (リレーション、表、テーブル) から情報を得ることができた。
ユーザ自身が型を定義する機能に加えて、関連を完全に記述できる機能も備えていた。
プロジェクトは他にも、追記型メディア (光ディスクなど) への対応、大容量記憶装置への対応、推論、オブジェクト指向型データモデルなどを、取り入れた。
実装においては、データベースとアプリケーションソフトウェアの間の新たなインタフェースを実験的に導入した。
プロジェクトチームは、1986年からPostgresシステムの基盤を説明した多数の論文を公表した。
1988年、Postgres のプロトタイプバージョンを公開した。
1989年6月、少数のユーザに対してPostgresバージョン1を公開した。
1990年10月、規則システムを実装し直したバージョン2を公開した。
1991年、バージョン3を公開した。
バージョン3では、規則システムが再度実装し直され、複数の記憶装置を管理する機構が追加され、クエリエンジンが改良された。
1993年には、非常に多くのユーザが、プロジェクトに対して、サポートと追加機能を要望して、圧倒させるほどの状態となっていた。
1993年、主として雑然とした部分をきれいにしたことを内容とするバージョン4.2が公開された。
バージョン4.2が公開された後、Postgres プロジェクトは終了した。
Postgres は広く使われたが、保守はユーザに任されていた。
先述したとおり、マイケル・ストーンブレーカーと Paula Hawthorn は、Postgresを商業化するために、Illustra Information Technologies 社を創業して、Illustraの製品名で開発・販売した。
なおいっぽうで、オープンソースの世界のソフトウェア開発者たちは、Postgres のコピーを入手してシステムのさらなる開発を進めることができた。
このオープンソースの世界のソフトウェア開発者たちによる Postgres のバージョンは、現在は PostgreSQL という名称で開発が続けられている。
PostgreSQL は、オープンソースのオブジェクト関係データベース管理システム (ORDBMS) として、広く使われている。